# Mistrzostwa Europy w Piłce Ręcznej Mężczyzn 2012 (składy)
Artykuł grupuje składy wszystkich reprezentacji narodowych w piłce ręcznej, które wystąpiły w Mistrzostwach Europy 2012 odbywającym się w Serbii.
- Przynależność klubowa i wiek na styczeń 2012.
- Zawodnicy oznaczone literą K to kapitanowie reprezentacji.
- Legenda: 
 Nr - numer zawodnika
 B - bramkarz 
 S - skrzydłowy 
 R - rozgrywający 
 O - obrotowy

## Chorwacja
- Trener: Slavko Goluža[1]

| Nr | Imię i nazwisko   | Data urodzenia (wiek)          | Wzrost (cm) | Waga (kg) | Klub                     | Pozycja      |
| -- | ----------------- | ------------------------------ | ----------- | --------- | ------------------------ | ------------ |
| 4  | Ivano Balić       | 1 kwietnia 1979(dts) (32)      | 191         | 96        | RK Zagrzeb               | Rozgrywający |
| 5  | Domagoj Duvnjak   | 1 czerwca 1988(dts) (23)       | 197         | 99        | HSV Hamburg              | Rozgrywający |
| 6  | Blaženko Lacković | 25 grudnia 1980(dts) (31)      | 196         | 99        | HSV Hamburg              | Rozgrywający |
| 8  | Marko Kopljar     | 12 lutego 1986(dts) (25)       | 210         | 108       | RK Zagrzeb               | Rozgrywający |
| 9  | Igor Vori         | 20 września 1980(dts) (31)     | 203         | 114       | HSV Hamburg              | Obrotowy     |
| 10 | Jakov Gojun       | 18 kwietnia 1986(dts) (25)     | 204         | 110       | RK Zagrzeb               | Rozgrywający |
| 12 | Venio Losert      | 25 lipca 1976(dts) (35)        | 191         | 92        | CB Ademar León           | Bramkarz     |
| 13 | Zlatko Horvat     | 25 września 1984(dts) (27)     | 179         | 80        | RK Zagrzeb               | Skrzydłowy   |
| 14 | Drago Vuković     | 3 sierpnia 1983(dts) (28)      | 194         | 93        | TuS Nettelstedt-Lübbecke | Rozgrywający |
| 20 | Damir Bičanić     | 29 czerwca 1985(dts) (26)      | 194         | 95        | Chambéry Savoie Handball | Rozgrywający |
| 21 | Denis Buntić      | 13 października 1982(dts) (29) | 199         | 110       | Vive Targi Kielce        | Rozgrywający |
| 25 | Mirko Alilović    | 15 września 1985(dts) (26)     | 200         | 110       | MKB Veszprém KC          | Bramkarz     |
| 26 | Manuel Štrlek     | 1 grudnia 1988(dts) (23)       | 181         | 79        | RK Zagrzeb               | Skrzydłowy   |
| 27 | Ivan Čupić        | 27 marca 1986(dts) (25)        | 178         | 78        | Rhein-Neckar Löwen       | Skrzydłowy   |
| 28 | Željko Musa       | 8 stycznia 1986(dts) (25)      | 200         | 114       | RK Gorenje Velenje       | Obrotowy     |
| 29 | Ivan Ninčević     | 27 października 1981(dts) (30) | 184         | 88        | Füchse Berlin            | Skrzydłowy   |

## Czechy
- Trener: Martin Lipták[2]

| Nr | Imię i nazwisko | Data urodzenia (wiek)       | Wzrost (cm) | Waga (kg) | Klub                       | Pozycja      |
| -- | --------------- | --------------------------- | ----------- | --------- | -------------------------- | ------------ |
| 2  | Karel Nocar     | 28 lutego 1977(dts) (34)    | 184         | 92        | Chambéry Savoie Handball   | Rozgrywający |
| 3  | Jiří Vítek      | 14 maja 1977(dts) (34)      | 195         | 92        | Bergischer HC              | Rozgrywający |
| 6  | Václav Vraný    | 13 września 1982(dts) (29)  | 202         | 98        | Kadetten Schaffhausen      | Obrotowy     |
| 7  | Daniel Kubeš    | 7 lutego 1978(dts) (33)     | 199         | 94        | THW Kiel                   | Rozgrywający |
| 8  | Jiří Motl       | 29 września 1984(dts) (27)  | 184         | 76        | HK Lovosice                | Skrzydłowy   |
| 9  | Filip Jícha     | 19 kwietnia 1982(dts) (29)  | 200         | 100       | THW Kiel                   | Rozgrywający |
| 10 | Jan Filip       | 14 czerwca 1973(dts) (38)   | 188         | 88        | TSV St. Otmar St. Gallen   | Skrzydłowy   |
| 11 | Jan Sobol       | 22 maja 1984(dts) (27)      | 188         | 82        | HC Vardar PRO - Skopje     | Skrzydłowy   |
| 13 | Pavel Horák     | 28 listopada 1982(dts) (29) | 198         | 103       | Frisch Auf! Göppingen      | Rozgrywający |
| 15 | Alois Mráz      | 8 września 1978(dts) (33)   | 195         | 95        | HSG Wetzlar                | Rozgrywający |
| 16 | Martin Galia    | 12 kwietnia 1979(dts) (32)  | 189         | 89        | TV Großwallstadt           | Bramkarz     |
| 17 | David Juříček   | 8 sierpnia 1974(dts) (37)   | 187         | 87        | Saint-Raphaël Var Handball | Obrotowy     |
| 18 | Jan Stehlík     | 18 kwietnia 1985(dts) (26)  | 188         | 88        | Saint-Raphaël Var Handball | Rozgrywający |
| 19 | Jiří Hynek      | 7 czerwca 1981(dts) (30)    | 198         | 101       | ASV Hamm-Westfalen         | Rozgrywający |
| 22 | Tomáš Sklenák   | 2 marca 1982(dts) (29)      | 186         | 97        | ThSV Eisenach              | Rozgrywający |
| 71 | Petr Štochl     | 24 kwietnia 1976(dts) (36)  | 193         | 85        | Füchse Berlin              | Bramkarz     |

## Dania
- Trener: Ulrik Wilbek[3]

| Nr | Imię i nazwisko          | Data urodzenia (wiek) | Wzrost (cm) | Klub                   | Pozycja |
| -- | ------------------------ | --------------------- | ----------- | ---------------------- | ------- |
| 1  | Niklas Landin Jacobsen   | 19.12.1988 (23)       | 200         | Bjerringbro-Silkeborg  | B       |
| 2  | Thomas Mogensen          | 30.01.1983 (28)       | 187         | SG Flensburg-Handewitt | R       |
| 3  | Mads Christiansen        | 03.05.1986 (25)       | 194         | AaB Håndbold           | R       |
| 8  | Rasmus Lauge             | 20.06.1991 (20)       | 194         | Bjerringbro-Silkeborg  | R       |
| 9  | Lars Christiansen        | 18.04.1972 (39)       | 182         | KIF Kolding            | S       |
| 10 | Nikolaj Markussen        | 01.08.1988 (23)       | 211         | Atlético Madryt        | R       |
| 11 | Anders Eggert            | 14.05.1982 (29)       | 178         | SG Flensburg-Handewitt | S       |
| 13 | Bo Spellerberg           | 24.07.1979 (32)       | 192         | KIF Kolding            | R       |
| 17 | Lasse Svan Hansen        | 31.08.1983 (28)       | 185         | SG Flensburg-Handewitt | S       |
| 18 | Hans Lindberg            | 01.08.1981 (30)       | 188         | HSV Hamburg            | S       |
| 19 | Rene Toft Hansen         | 01.11.1984 (27)       | 200         | AG Kopenhaga           | O       |
| 20 | Marcus Cleverly          | 15.06.1981 (30)       | 188         | Vive Targi Kielce      | B       |
| 22 | Kasper Søndergaard Sarup | 09.06.1981 (30)       | 191         | Skjern Håndbold        | R       |
| 23 | Henrik Toft Hansen       | 18.12.1986 (25)       | 198         | AG Kopenhaga           | O       |
| 24 | Mikkel Hansen            | 22.09.1987 (24)       | 196         | AG Kopenhaga           | R       |
| 26 | Kasper Nielsen           | 09.06.1975 (36)       | 191         | Bjerringbro-Silkeborg  | R       |

## Francja
- Trener: Claude Onesta[4]

| Nr | Imię i nazwisko   | Data urodzenia (wiek) | Wzrost (cm) | Klub                        | Pozycja |
| -- | ----------------- | --------------------- | ----------- | --------------------------- | ------- |
| 2  | Jérôme Fernandez  | 07.03.1977 (34)       | 199         | THW Kiel                    | R       |
| 3  | Didier Dinart     | 18.01.1977 (35)       | 198         | Atlético Madryt             | O       |
| 4  | Xavier Barachet   | 19.11.1988 (23)       | 195         | Chambéry Savoie Handball    | R       |
| 5  | Guillaume Gille   | 30.03.1976 (35)       | 192         | HSV Hamburg                 | R       |
| 6  | Bertrand Gille    | 24.03.1978 (33)       | 187         | HSV Hamburg                 | O       |
| 8  | Daniel Narcisse   | 16.12.1979 (32)       | 189         | THW Kiel                    | R       |
| 9  | Guillaume Joli    | 27.03.1985 (26)       | 178         | Cuatro Rayas Valladolid     | S       |
| 11 | Samuel Honrubia   | 05.07.1986 (25)       | 180         | Montpellier Handball        | S       |
| 12 | Daouda Karaboué   | 11.12.1975 (36)       | 198         | Fénix Toulouse Handball     | B       |
| 13 | Nikola Karabatić  | 11.04.1984 (27)       | 196         | Montpellier Handball        | R       |
| 16 | Thierry Omeyer    | 02.11.1976 (35)       | 191         | THW Kiel                    | B       |
| 18 | William Accambray | 08.04.1988 (23)       | 194         | Montpellier Handball        | R       |
| 19 | Luc Abalo         | 06.09.1984 (27)       | 184         | Atlético Madryt             | S       |
| 20 | Cédric Sorhaindo  | 07.06.1984 (27)       | 192         | FC Barcelona                | O       |
| 21 | Michaël Guigou    | 28.01.1982 (30)       | 179         | Montpellier Handball        | S       |
| 25 | Grégoire Detrez   | 22.05.1981 (30)       | 185         | Chambéry Savoie Handball    | O       |
| 27 | Arnaud Bingo      | 12.10.1987 (24)       | 190         | Tremblay-en-France Handball | S       |

## Hiszpania
- Trener: Valero Rivera[5]

| Nr | Imię i nazwisko         | Data urodzenia (wiek) | Wzrost (cm) | Klub                    | Pozycja |
| -- | ----------------------- | --------------------- | ----------- | ----------------------- | ------- |
| 1  | José Javier Hombrados   | 07.04.1972 (39)       | 197         | Atlético Madryt         | B       |
| 2  | Alberto Entrerríos      | 07.11.1976 (35)       | 192         | Atlético Madryt         | R       |
| 3  | Eduardo Gurbindo        | 08.11.1987 (24)       | 194         | Cuatro Rayas Valladolid | R       |
| 5  | Jorge Maqueda           | 06.02.1988 (23)       | 195         | BM Aragón               | R       |
| 8  | Víctor Tomás            | 15.02.1985 (26)       | 178         | FC Barcelona            | S       |
| 9  | Raúl Entrerríos         | 12.02.1981 (30)       | 196         | FC Barcelona            | R       |
| 11 | Daniel Sarmiento        | 25.08.1983 (28)       | 186         | FC Barcelona            | R       |
| 12 | José Manuel Sierra      | 21.05.1978 (33)       | 194         | Cuatro Rayas Valladolid | B       |
| 13 | Julen Aguinagalde       | 19.10.1987 (24)       | 195         | Atlético Madryt         | O       |
| 14 | Roberto García Parrondo | 12.01.1980 (32)       | 184         | Atlético Madryt         | S       |
| 15 | Cristian Ugalde         | 19.10.1987 (24)       | 184         | FC Barcelona            | S       |
| 17 | Juanín García Lorenzana | 28.08.1977 (34)       | 176         | FC Barcelona            | S       |
| 18 | Iker Romero Fernández   | 15.06.1980 (31)       | 197         | Füchse Berlin           | R       |
| 21 | Joan Cañellas           | 30.09.1986 (25)       | 198         | Atlético Madryt         | R       |
| 24 | Viran Morros            | 15.12.1983 (28)       | 199         | FC Barcelona            | R       |
| 30 | Gedeón Guardiola        | 01.10.1984 (27)       | 199         | Amaya Sport San Antonio | O       |

## Islandia
- Trener: Guðmundur Guðmundsson[6]

| Nr | Imię i nazwisko            | Data urodzenia (wiek) | Wzrost (cm) | Klub                  | Pozycja |
| -- | -------------------------- | --------------------- | ----------- | --------------------- | ------- |
| 1  | Björgvin Páll Gústavsson   | 24.05.1985 (26)       | 192         | SC Magdeburg          | B       |
| 2  | Vignir Svavarsson          | 20.06.1980 (31)       | 196         | TSV Hannover-Burgdorf | O       |
| 3  | Kári Kristján Kristjánsson | 28.10.1984 (27)       | 198         | HSG Wetzlar           | O       |
| 4  | Aron Pálmarsson            | 19.07.1990 (21)       | 192         | THW Kiel              | R       |
| 5  | Ingimundur Ingimundarson   | 29.01.1980 (31)       | 193         | Fram Reykjavík        | R       |
| 6  | Ásgeir Örn Hallgrímsson    | 27.02.1984 (27)       | 191         | TSV Hannover-Burgdorf | R       |
| 7  | Arnór Atlason              | 24.07.1984 (27)       | 192         | AG Kopenhaga          | R       |
| 8  | Þórir Ólafsson             | 28.11.1979 (32)       | 189         | Vive Targi Kielce     | S       |
| 9  | Guðjón Valur Sigurðsson    | 08.08.1979 (32)       | 187         | AG Kopenhaga          | S       |
| 12 | Aron Rafn Eðvarsson        | 01.09.1989 (22)       | 202         | Haukar Hafnarfjörður  | B       |
| 13 | Oddur Grétarsson           | 09.02.1980 (31)       | 186         | KA Akureyri           | S       |
| 14 | Ólafur Guðmundsson         | 13.05.1990 (21)       | 192         | Nordsjælland Håndbold | R       |
| 15 | Alexander Petersson        | 02.07.1980 (31)       | 186         | Füchse Berlin         | S       |
| 16 | Hreiðar Guðmundsson        | 29.11.1980 (31)       | 196         | Nøtterøy IF           | B       |
| 17 | Sverre Andreas Jakobsson   | 08.02.1977 (34)       | 195         | TV Großwallstadt      | R       |
| 18 | Róbert Gunnarsson          | 22.05.1981 (30)       | 191         | Rhein-Neckar Löwen    | O       |
| 19 | Rúnar Kárason              | 24.05.1988 (23)       | 193         | Bergischer HC         | R       |
| 21 | Ólafur Bjarki Ragnarsson   | 12.07.1988 (23)       | 186         | HK Kópavogs           | R       |

## Macedonia
- Trener: Zvonko Šundovski[7]

| Nr | Imię i nazwisko      | Data urodzenia (wiek) | Wzrost (cm) | Klub                     | Pozycja |
| -- | -------------------- | --------------------- | ----------- | ------------------------ | ------- |
| 3  | Dejan Manaskow       | 26.08.1992 (19)       | 181         | RK Metalurg Skopje       | S       |
| 5  | Stojancze Stoiłow    | 30.04.1987 (24)       | 190         | HC Vardar PRO-Skopje     | O       |
| 6  | Stewcze Ałuszowski   | 01.10.1972 (39)       | 189         | RK Metalurg Skopje       | S       |
| 7  | Kirił Łazarow (K)    | 10.05.1980 (31)       | 193         | Atlético Madryt          | R       |
| 8  | Włatko Mitkow        | 16.08.1981 (30)       | 196         | HSG Bärnbach/Koflach     | R       |
| 9  | Ace Jonowski         | 29.12.1980 (31)       | 200         | RK Metalurg Skopje       | R       |
| 10 | Branisław Angełowski | 21.02.1977 (34)       | 191         | HCM Constanța            | R       |
| 11 | Władimir Temełkow    | 26.03.1980 (31)       | 196         | Handball Club Bascharage | S       |
| 13 | Filip Mirkułowski    | 14.09.1983 (28)       | 189         | RK Metalurg Skopje       | R       |
| 14 | Velko Markoski       | 05.04.1986 (25)       | 194         | RK Metalurg Skopje       | R       |
| 15 | Złatko Mojsoski      | 15.11.1981 (30)       | 180         | RK Metalurg Skopje       | S       |
| 16 | Borko Ristowski      | 02.11.1982 (29)       | 190         | HC Vardar PRO-Skopje     | B       |
| 18 | Naumcze Mojsowski    | 17.06.1980 (31)       | 187         | RK Metalurg Skopje       | R       |
| 19 | Wanczo Dimowski      | 04.04.1979 (32)       | 189         | RK Metalurg Skopje       | O       |
| 20 | Petar Angełow        | 08.03.1977 (34)       | 192         | RK Metalurg Skopje       | B       |
| 23 | Filip Łazarow        | 21.04.1985 (26)       | 197         | HC Vardar PRO-Skopje     | B       |

## Niemcy
- Trener: Martin Heuberger[8]

| Nr | Imię i nazwisko           | Data urodzenia (wiek) | Wzrost (cm) | Klub                   | Pozycja |
| -- | ------------------------- | --------------------- | ----------- | ---------------------- | ------- |
| 2  | Pascal Hens (K)           | 26.03.1980 (31)       | 203         | HSV Hamburg            | R       |
| 3  | Uwe Gensheimer            | 26.10.1986 (25)       | 188         | Rhein-Neckar Löwen     | S       |
| 4  | Oliver Roggisch           | 25.08.1978 (33)       | 202         | Rhein-Neckar Löwen     | O       |
| 5  | Dominik Klein             | 16.12.1983 (28)       | 190         | THW Kiel               | S       |
| 6  | Adrian Pfahl              | 30.07.1982 (29)       | 192         | VfL Gummersbach        | R       |
| 7  | Patrick Wiencek           | 22.03.1989 (22)       | 201         | VfL Gummersbach        | O       |
| 8  | Christoph Theuerkauf      | 13.10.1984 (27)       | 192         | TBV Lemgo              | O       |
| 11 | Holger Glandorf           | 30.03.1983 (28)       | 197         | SG Flensburg-Handewitt | R       |
| 12 | Silvio Heinevetter        | 21.10.1984 (27)       | 194         | Füchse Berlin          | B       |
| 13 | Sven-Sören Christophersen | 09.05.1985 (26)       | 198         | Füchse Berlin          | R       |
| 14 | Patrick Groetzki          | 04.07.1989 (22)       | 189         | Rhein-Neckar Löwen     | S       |
| 16 | Carsten Lichtlein         | 04.11.1980 (31)       | 202         | TBV Lemgo              | B       |
| 20 | Christian Sprenger        | 06.04.1983 (28)       | 190         | THW Kiel               | S       |
| 21 | Lars Kaufmann             | 25.02.1982 (29)       | 200         | SG Flensburg-Handewitt | R       |
| 24 | Michael Haaß              | 12.12.1983 (28)       | 194         | Frisch Auf! Göppingen  | R       |

## Norwegia
- Trener: Robert Hedin[9]

| Nr | Imię i nazwisko        | Data urodzenia (wiek) | Wzrost (cm) | Klub                     | Pozycja |
| -- | ---------------------- | --------------------- | ----------- | ------------------------ | ------- |
| 2  | Kenneth Ryvoll Klev    | 15.10.1978 (33)       | 199         | Bergischer HC            | R       |
| 6  | Vegard Samdahl         | 21.03.1978 (33)       | 188         | Viking Håndball          | R       |
| 7  | Lars Erik Bjørnsen     | 20.07.1982 (29)       | 183         | Drammen HK               | S       |
| 8  | Bjarte Myrhol          | 29.05.1982 (29)       | 192         | Rhein-Neckar Löwen       | O       |
| 9  | Børge Lund             | 13.03.1979 (32)       | 196         | Rhein-Neckar Löwen       | R       |
| 10 | Håvard Tvedten         | 29.06.1978 (33)       | 182         | AaB Håndbold             | S       |
| 11 | Erlend Mamelund        | 01.05.1984 (27)       | 197         | Haslum HK                | R       |
| 12 | Ole Erevik             | 09.01.1981 (31)       | 196         | AaB Håndbold             | B       |
| 13 | Christoffer Rambo      | 18.11.1989 (22)       | 200         | Elverum Håndball         | R       |
| 14 | Espen Lie Hansen       | 01.03.1989 (22)       | 196         | Bjerringbro-Silkeborg    | R       |
| 16 | Svenn Erik Medhus      | 22.06.1982 (29)       | 198         | ØIF Arendal              | B       |
| 17 | Magnus Jøndal          | 07.02.1988 (23)       | 181         | Follo Håndball           | S       |
| 18 | Johnny Jensen          | 17.02.1971 (41)       | 190         | Nøtterøy Idrettsforening | O       |
| 20 | Einar Riegelhuth Koren | 12.11.1984 (27)       | 190         | Haslum HK                | R       |
| 23 | Sondre Paulsen         | 21.05.1988 (23)       | 190         | ØIF Arendal              | S       |
| 26 | Kent Robin Tønnesen    | 05.06.1991 (20)       | 194         | Haslum HK                | R       |

## Polska
- Trener: Bogdan Wenta[10]

| Nr | Imię i nazwisko      | Data urodzenia (wiek) | Wzrost (cm) | Klub                     | Pozycja |
| -- | -------------------- | --------------------- | ----------- | ------------------------ | ------- |
| 2  | Bartłomiej Jaszka    | 16.06.1983 (28)       | 184         | Füchse Berlin            | R       |
| 3  | Krzysztof Lijewski   | 07.07.1983 (28)       | 198         | Rhein-Neckar Löwen       | R       |
| 4  | Patryk Kuchczyński   | 17.03.1983 (28)       | 188         | Vive Targi Kielce        | S       |
| 6  | Grzegorz Tkaczyk (K) | 22.12.1980 (31)       | 194         | Vive Targi Kielce        | R       |
| 8  | Karol Bielecki       | 23.02.1982 (29)       | 202         | Rhein-Neckar Löwen       | R       |
| 11 | Adam Wiśniewski      | 24.10.1980 (31)       | 190         | Orlen Wisła Płock        | S       |
| 12 | Marcin Wichary       | 17.02.1980 (31)       | 193         | Orlen Wisła Płock        | B       |
| 13 | Bartosz Jurecki      | 31.01.1979 (32)       | 191         | SC Magdeburg             | O       |
| 15 | Michał Jurecki       | 27.10.1984 (27)       | 198         | Vive Targi Kielce        | R       |
| 16 | Piotr Wyszomirski    | 06.01.1988 (24)       | 194         | Azoty-Puławy             | B       |
| 19 | Tomasz Tłuczyński    | 19.04.1979 (32)       | 182         | TuS Nettelstedt-Lübbecke | S       |
| 20 | Mariusz Jurkiewicz   | 03.02.1982 (29)       | 199         | Atlético Madryt          | R       |
| 23 | Kamil Syprzak        | 23.07.1991 (21)       | 208         | Orlen Wisła Płock        | O       |
| 29 | Zbigniew Kwiatkowski | 02.04.1985 (26)       | 203         | Orlen Wisła Płock        | O       |
| 41 | Mateusz Zaremba      | 27.10.1984 (28)       | 198         | Vive Targi Kielce        | R       |
| 43 | Robert Orzechowski   | 20.11.1989 (22)       | 190         | MMTS Kwidzyn             | S       |

## Rosja
- Trener: Władimir Maksimow[11]

| Nr | Imię i nazwisko         | Data urodzenia (wiek) | Wzrost (cm) | Klub                   | Pozycja |
| -- | ----------------------- | --------------------- | ----------- | ---------------------- | ------- |
| 1  | Oleg Grams              | 20.02.1984 (27)       | 200         | Czechowskije Miedwiedi | B       |
| 2  | Wasilij Filippow        | 18.01.1981 (31)       | 183         | Czechowskije Miedwiedi | R       |
| 4  | Dmitrij Jerochin        | 26.02.1983 (28)       | 204         | Czechowskije Miedwiedi | R       |
| 7  | Dmitrij Kowalow         | 15.05.1982 (29)       | 180         | Czechowskije Miedwiedi | S       |
| 10 | Aleksander Czernoiwanow | 13.02.1979 (32)       | 202         | Czechowskije Miedwiedi | O       |
| 11 | Pawieł Atman            | 25.05.1987 (24)       | 190         | Dynama Mińsk           | R       |
| 12 | Wadim Bogdanow          | 26.03.1986 (25)       | 196         | St. Petersburg HC      | B       |
| 15 | Aleksiej Rastworcew     | 08.08.1978 (33)       | 200         | Czechowskije Miedwiedi | R       |
| 19 | Samwieł Asłanjan        | 23.02.1986 (25)       | 190         | Czechowskije Miedwiedi | R       |
| 20 | Michaił Czipurin        | 17.11.1980 (31)       | 190         | Czechowskije Miedwiedi | O       |
| 23 | Eduard Kokszarow        | 04.11.1975 (36)       | 189         | Czechowskije Miedwiedi | S       |
| 25 | Siergiej Szelmienko     | 05.04.1983 (28)       | 195         | Czechowskije Miedwiedi | R       |
| 31 | Timur Dibirow           | 30.07.1983 928)       | 180         | Czechowskije Miedwiedi | S       |
| 35 | Konstantin Igropuło     | 14.04.1985 (26)       | 191         | FC Barcelona           | R       |
| 47 | Andriej Starych         | 02.02.1984 (27)       | 195         | Czechowskije Miedwiedi | R       |
| 77 | Witalij Iwanow          | 03.02.1976 (35)       | 194         | Czechowskije Miedwiedi | R       |

## Serbia
- Trener: Veselin Vuković[12]

| Nr | Imię i nazwisko    | Data urodzenia (wiek) | Wzrost (cm) | Klub                            | Pozycja |
| -- | ------------------ | --------------------- | ----------- | ------------------------------- | ------- |
| 1  | Dragan Marjanac    | 26.02.1985 (26)       | 192         | BSV Bern Muri                   | B       |
| 5  | Žarko Šešum        | 16.06.1986 (25)       | 195         | Rhein-Neckar Löwen              | R       |
| 6  | Marko Vujin        | 07.12.1984 (27)       | 199         | MKB Veszprém KC                 | R       |
| 7  | Ivan Nikčević      | 11.01.1981 (30)       | 182         | Cuatro Rayas Valladolid         | S       |
| 9  | Nikola Manojlović  | 01.12.1981 (30)       | 201         | RK Gorenje Velenje              | R       |
| 11 | Alem Toskić        | 12.02.1982 (29)       | 190         | RK Celje                        | O       |
| 12 | Darko Stanić       | 08.10.1978 (33)       | 191         | RK Metalurg Skopje              | B       |
| 13 | Momir Ilić (K)     | 22.12.1981 (30)       | 200         | THW Kiel                        | R       |
| 15 | Dobrivoje Marković | 22.04.1986 (25)       | 191         | HC Vardar PRO-Skopje            | S       |
| 17 | Rajko Prodanović   | 24.04.1986 (25)       | 188         | MOL-Pick Szeged                 | S       |
| 18 | Rastko Stojković   | 12.08.1981 (30)       | 191         | Vive Targi Kielce               | O       |
| 20 | Momir Rnić         | 01.11.1987 (24)       | 196         | Frisch Auf! Göppingen           | R       |
| 21 | Miloš Kostadinović | 02.12.1988 (24)       | 187         | RK Partizan Belgrad             | S       |
| 22 | Bojan Beljański    | 22.06.1986 (25)       | 197         | HC Kriens-Luzern                | O       |
| 23 | Nenad Vučković     | 23.08.1980 (31)       | 192         | MT Melsungen                    | R       |
| 25 | Dalibor Čutura     | 14.06.1975 (36)       | 190         | CB Ademar León                  | R       |
| 26 | Ivan Stanković     | 27.04.1982 (29)       | 193         | Union sportive Créteil Handball | R       |
| 31 | Petar Nenadić      | 28.06.1986 (25)       | 199         | Team Tvis Holstebro             | R       |

## Słowacja
- Trener: Zoltán Heister[13]

| Nr | Imię i nazwisko   | Data urodzenia (wiek) | Wzrost (cm) | Klub                  | Pozycja |
| -- | ----------------- | --------------------- | ----------- | --------------------- | ------- |
| 1  | Miloš Putera      | 26.01.1982 (30)       | 193         | TV Hüttenberg         | B       |
| 2  | Oliver Rábek      | 30.09.1987 (24)       | 204         | TJ Štart Nové Zámky   | R       |
| 4  | Peter Kukučka     | 20.07.1982 (29)       | 191         | Kadetten Schaffhausen | R       |
| 5  | Ladislav Tarhai   | 24.02.1985 (26)       | 198         | BSV Bern Muri         | R       |
| 7  | Peter Dudáš       | 26.01.1984 (28)       | 194         | MŠK Hlohovec          | O       |
| 8  | Patrik Hruščák    | 22.03.1989 (22)       | 203         | 1.MHK KOŠICE          | R       |
| 9  | Daniel Valo       | 07.05.1979 (32)       | 203         | HSG Wetzlar           | R       |
| 10 | Michal Kopčo      | 27.01.1988 (23)       | 195         | Tatran Preszów        | O       |
| 12 | Richard Štochl    | 17.12.1975 (36)       | 200         | Montpellier Handball  | B       |
| 14 | Andrej Petro      | 28.01.1986 (25)       | 197         | DHC Rheinland         | O       |
| 16 | Ladislav Kovačin  | 04.07.1986 (25)       | 182         | MŠK Považská Bystrica | B       |
| 18 | Marek Mikeci      | 03.02.1986 (25)       | 192         | TJ Štart Nové Zámky   | R       |
| 19 | Ľubomír Ďuriš     | 05.09.1987 (24)       | 175         | MŠK Hlohovec          | R       |
| 20 | Tomáš Urban       | 17.09.1989 (22)       | 188         | HC winLand Michalovce | S       |
| 24 | Martin Straňovský | 12.09.1985 (26)       | 187         | CB Ademar León        | S       |
| 28 | Radoslav Antl     | 02.03.1978 (33)       | 180         | Tatran Preszów        | S       |

## Słowenia
- Trener: Boris Denič[14]

| Nr | Imię i nazwisko | Data urodzenia (wiek) | Wzrost (cm) | Klub                  | Pozycja |
| -- | --------------- | --------------------- | ----------- | --------------------- | ------- |
| 4  | David Miklavčič | 29.01.1983 (28)       | 196         | RK Gorenje Velenje    | R       |
| 5  | Jure Dobelšek   | 01.04.1985 (26)       | 192         | RK Cimos Koper        | S       |
| 6  | Peter Pucelj    | 06.12.1982 (29)       | 192         | Crvena zvezda Belgrad | O       |
| 7  | Matjaž Brumen   | 23.12.1982 (29)       | 190         | RK Cimos Koper        | S       |
| 8  | Marko Bezjak    | 26.06.1986 (25)       | 184         | RK Gorenje Velenje    | R       |
| 10 | Jure Dolenec    | 06.12.1988 (23)       | 190         | RK Gorenje Velenje    | R       |
| 11 | Sebastian Skube | 03.04.1987 (24)       | 189         | RK Cimos Koper        | R       |
| 12 | Gorazd Škof     | 11.07.1977 (34)       | 188         | RK Cimos Koper        | B       |
| 13 | David Špiler    | 02.01.1983 (28)       | 190         | RK Zagrzeb            | R       |
| 16 | Primož Prošt    | 14.07.1983 (28)       | 186         | Montpellier Handball  | B       |
| 19 | Miha Žvižej     | 06.11.1987 (24)       | 191         | RK Gorenje Velenje    | O       |
| 20 | Luka Žvižej     | 09.12.1980 (31)       | 187         | RK Celje              | S       |
| 22 | Matej Gaber     | 22.07.1991 (20)       | 197         | RK Gorenje Velenje    | O       |
| 24 | Uroš Zorman (K) | 09.01.1980 (32)       | 191         | Vive Targi Kielce     | R       |
| 25 | Borut Mačkovšek | 11.09.1992 (19)       | 203         | RK Celje              | R       |
| 30 | Dragan Gajić    | 21.07.1984 (27)       | 188         | Montpellier Handball  | S       |

## Szwecja
- Trener: Staffan Olsson i Ola Lindgren[15]

| Nr | Imię i nazwisko     | Data urodzenia (wiek) | Wzrost (cm) | Klub                   | Pozycja |
| -- | ------------------- | --------------------- | ----------- | ---------------------- | ------- |
| 1  | Mattias Andersson   | 23.08.1978 (33)       | 185         | SG Flensburg-Handewitt | B       |
| 4  | Henrik Lundström    | 13.11.1979 (32)       | 185         | THW Kiel               | S       |
| 5  | Kim Andersson       | 21.08.1982 (29)       | 200         | THW Kiel               | R       |
| 7  | Magnus Jernemyr     | 18.06.1976 (35)       | 200         | FC Barcelona           | O       |
| 10 | Niclas Ekberg       | 23.12.1988 (23)       | 191         | AG Kopenhaga           | S       |
| 11 | Dalibor Doder       | 24.05.1979 (32)       | 179         | TSV GWD Minden         | R       |
| 12 | Andreas Palicka     | 10.07.1986 (25)       | 189         | THW Kiel               | B       |
| 13 | Jonathan Stenbäcken | 07.01.1988 (24)       | 195         | Füchse Berlin          | R       |
| 15 | Jonas Larholm       | 03.06.1982 (29)       | 193         | AaB Håndbold           | R       |
| 18 | Tobias Karlsson (K) | 04.06.1981 (30)       | 196         | SG Flensburg-Handewitt | R       |
| 19 | Johan Jakobsson     | 12.02.1987 (24)       | 195         | AaB Håndbold           | R       |
| 22 | Johan Sjöstrand     | 26.02.1987 (24)       | 195         | FC Barcelona           | B       |
| 24 | Fredrik Petersson   | 23.08.1983 (28)       | 188         | Bjerringbro-Silkeborg  | S       |
| 25 | Kim Ekdahl Du Rietz | 23.07.1989 (22)       | 196         | HBC Nantes             | R       |
| 27 | Niclas Barud        | 22.03.1988 (23)       | 196         | IK Sävehof             | O       |
| 35 | Andreas Nilsson     | 04.12.1990 (21)       | 198         | IFK Skövde HK          | O       |

## Węgry
- Trener: Lajos Mocsai[16]

| Nr | Imię i nazwisko        | Data urodzenia (wiek) | Wzrost (cm) | Klub                   | Pozycja |
| -- | ---------------------- | --------------------- | ----------- | ---------------------- | ------- |
| 3  | Ferenc Ilyés           | 30.12.1981 (30)       | 198         | MKB Veszprém KC        | R       |
| 4  | Szabolcs Szöllősi      | 28.01.1989 (22)       | 194         | Csurgói KK             | O       |
| 5  | Gábor Császár          | 16.04.1984 (27)       | 183         | MKB Veszprém KC        | R       |
| 6  | Tamás Mocsai           | 09.12.1978 (33)       | 196         | SG Flensburg-Handewitt | R       |
| 8  | Gergő Iváncsik         | 30.11.1981 (30)       | 190         | MKB Veszprém KC        | S       |
| 9  | Tamás Iváncsik         | 03.04.1983 (28)       | 180         | MKB Veszprém KC        | S       |
| 10 | Gergely Harsányi       | 03.05.1981 (30)       | 191         | Tatabánya-Carbonex KC  | S       |
| 11 | Barna Putics           | 18.04.1984 (27)       | 201         | VfL Gummersbach        | R       |
| 12 | Nándor Fazekas         | 16.10.1976 (35)       | 192         | MKB Veszprém KC        | B       |
| 13 | Milorad Krivokapić     | 30.07.1980 (31)       | 195         | RK Cimos Koper         | R       |
| 16 | Roland Mikler          | 20.09.1984 (27)       | 190         | MOL-Pick Szeged        | B       |
| 17 | Balázs Laluska         | 20.06.1981 (30)       | 202         | MKB Veszprém KC        | R       |
| 18 | Kornél Nagy            | 21.11.1986 (25)       | 192         | Dunkerque HB           | R       |
| 24 | Attila Vadkerti        | 22.02.1982 (29)       | 182         | MOL-Pick Szeged        | S       |
| 25 | Szabolcs Zubai         | 31.03.1984 (27)       | 193         | MOL-Pick Szeged        | O       |
| 28 | István Timuzsin Schuch | 05.06.1985 (26)       | 197         | MKB Veszprém KC        | O       |
| 33 | Gábor Ancsin           | 27.11.1990 (21)       | 202         | MOL-Pick Szeged        | R       |